# Lonchocarpus
Lonchocarpus är ett släkte av ärtväxter. Lonchocarpus ingår i familjen ärtväxter.

## Bildgalleri

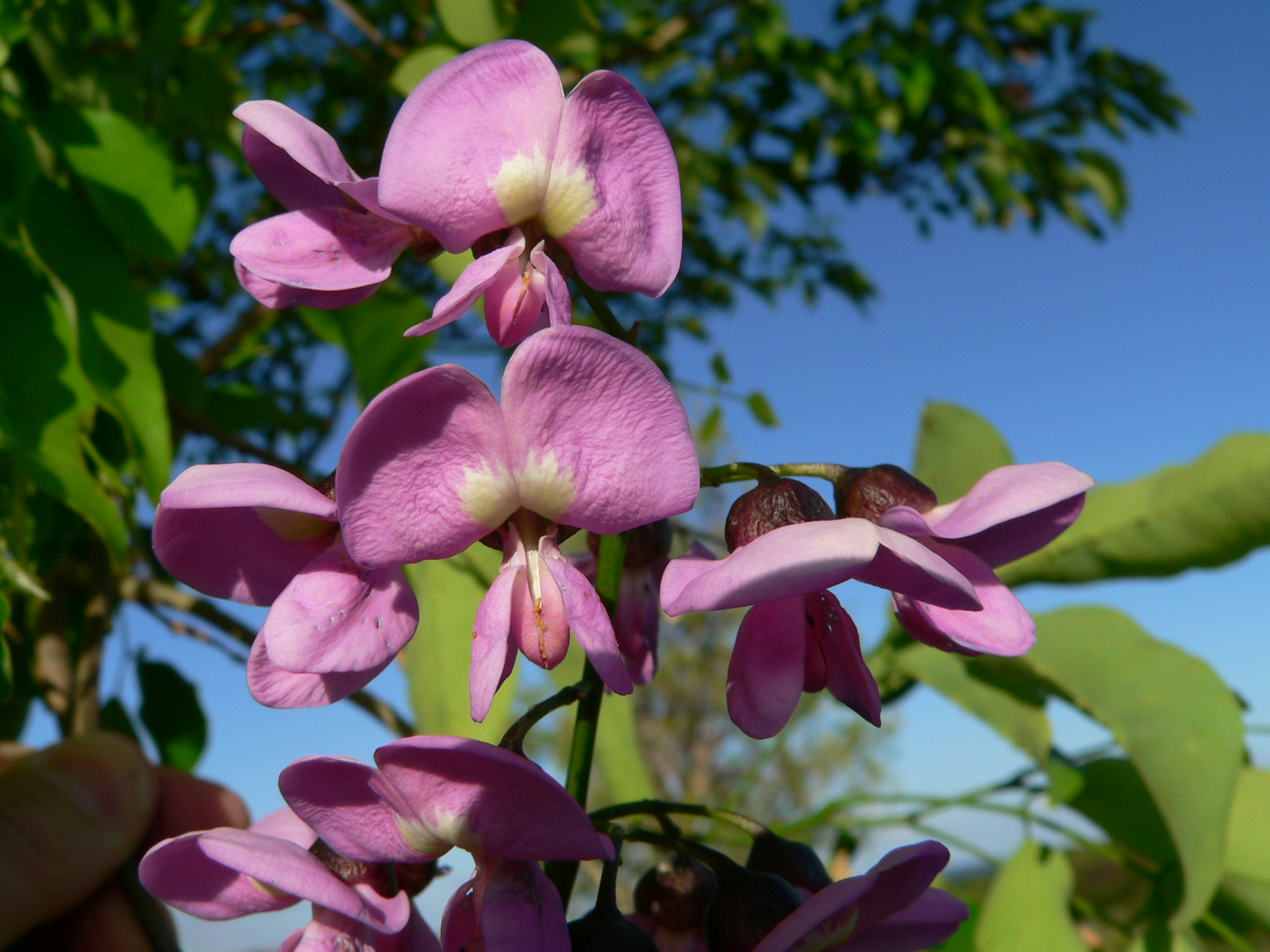
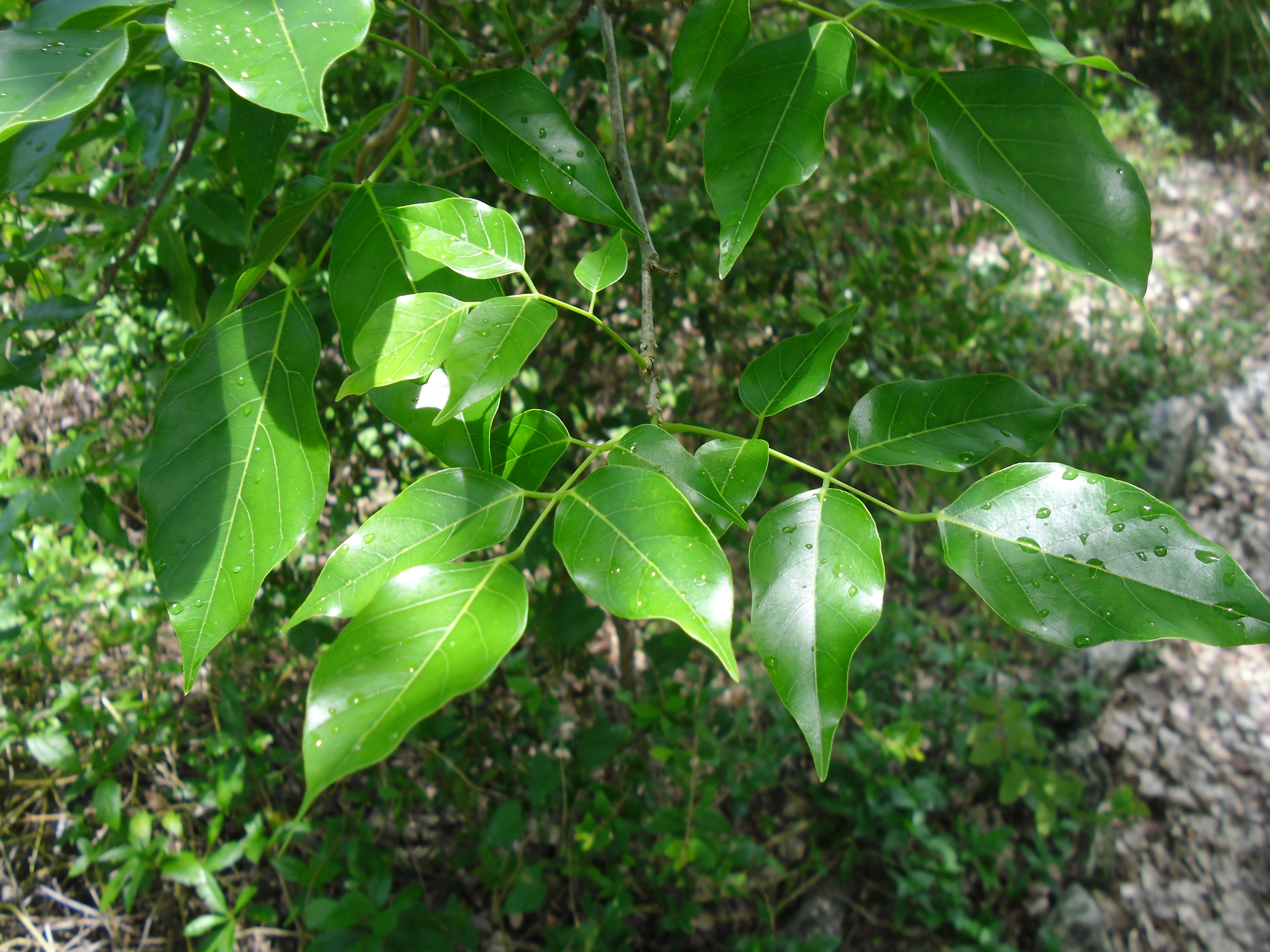

## Dottertaxa tillLonchocarpus, i alfabetisk ordning[1]
- Lonchocarpus acuminatus
- Lonchocarpus amarus
- Lonchocarpus araripensis
- Lonchocarpus atropurpureus
- Lonchocarpus balsensis
- Lonchocarpus benthamianus
- Lonchocarpus bicolor
- Lonchocarpus blainii
- Lonchocarpus boliviensis
- Lonchocarpus brachybotrys
- Lonchocarpus broadwayi
- Lonchocarpus bussei
- Lonchocarpus calcaratus
- Lonchocarpus campestris
- Lonchocarpus capassa
- Lonchocarpus capensis
- Lonchocarpus castilloi
- Lonchocarpus caudatus
- Lonchocarpus chiangii
- Lonchocarpus chiricanus
- Lonchocarpus chrysophyllus
- Lonchocarpus comitensis
- Lonchocarpus constrictus
- Lonchocarpus costaricensis
- Lonchocarpus costatus
- Lonchocarpus crucisrubierae
- Lonchocarpus dasycalyx
- Lonchocarpus densiflorus
- Lonchocarpus dipteroneurus
- Lonchocarpus domingensis
- Lonchocarpus ehrenbergii
- Lonchocarpus ellipticus
- Lonchocarpus emarginatus
- Lonchocarpus epigaeus
- Lonchocarpus eriocalyx
- Lonchocarpus eriocarinalis
- Lonchocarpus fendleri
- Lonchocarpus ferrugineus
- Lonchocarpus filipes
- Lonchocarpus floribundus
- Lonchocarpus fuscopurpureus
- Lonchocarpus galeottianus
- Lonchocarpus gillyi
- Lonchocarpus glabrescens
- Lonchocarpus glaucifolius
- Lonchocarpus glaziovii
- Lonchocarpus guatemalensis
- Lonchocarpus guillemineanus
- Lonchocarpus heptaphyllus
- Lonchocarpus hermannii
- Lonchocarpus hidalgensis
- Lonchocarpus hintonii
- Lonchocarpus hondurensis
- Lonchocarpus huetamoensis
- Lonchocarpus hughesii
- Lonchocarpus jaliscensis
- Lonchocarpus kanurii
- Lonchocarpus katangensis
- Lonchocarpus killipii
- Lonchocarpus kreberi
- Lonchocarpus lanceolatus
- Lonchocarpus larensis
- Lonchocarpus lasiotropis
- Lonchocarpus laxiflorus
- Lonchocarpus leucanthus
- Lonchocarpus lilloi
- Lonchocarpus lineatus
- Lonchocarpus longipedicellatus
- Lonchocarpus longipedunculatus
- Lonchocarpus longipes
- Lonchocarpus longistylus
- Lonchocarpus luteomaculatus
- Lonchocarpus lutescens
- Lonchocarpus macrocarpus
- Lonchocarpus macrophyllus
- Lonchocarpus madagascariensis
- Lonchocarpus magallanesii
- Lonchocarpus malacotrichus
- Lonchocarpus margaritensis
- Lonchocarpus martynii
- Lonchocarpus mexicanus
- Lonchocarpus michelianus
- Lonchocarpus minimiflorus
- Lonchocarpus minor
- Lonchocarpus mirandinus
- Lonchocarpus molinae
- Lonchocarpus mollis
- Lonchocarpus monilis
- Lonchocarpus monofoliaris
- Lonchocarpus monophyllus
- Lonchocarpus monticolus
- Lonchocarpus morenoi
- Lonchocarpus muehlbergianus
- Lonchocarpus mutans
- Lonchocarpus negrensis
- Lonchocarpus nelsii
- Lonchocarpus neurophyllus
- Lonchocarpus nitidulus
- Lonchocarpus nitidus
- Lonchocarpus nudiflorens
- Lonchocarpus oaxacensis
- Lonchocarpus obovatus
- Lonchocarpus obtusus
- Lonchocarpus oliganthus
- Lonchocarpus orizabensis
- Lonchocarpus orotinus
- Lonchocarpus oxycarpus
- Lonchocarpus pallescens
- Lonchocarpus parviflorus
- Lonchocarpus patens
- Lonchocarpus peckoltii
- Lonchocarpus peninsularis
- Lonchocarpus phaseolifolius
- Lonchocarpus philenoptera
- Lonchocarpus pictus
- Lonchocarpus pilosus
- Lonchocarpus pittieri
- Lonchocarpus pluvialis
- Lonchocarpus praecox
- Lonchocarpus punctatus
- Lonchocarpus purpureus
- Lonchocarpus pycnophyllus
- Lonchocarpus retiferus
- Lonchocarpus robustus
- Lonchocarpus roseus
- Lonchocarpus rubiginosus
- Lonchocarpus rugosus
- Lonchocarpus salvadorensis
- Lonchocarpus sanctae-marthae
- Lonchocarpus sanctuarii
- Lonchocarpus santarosanus
- Lonchocarpus scandens
- Lonchocarpus schubertiae
- Lonchocarpus seleri
- Lonchocarpus sericeus
- Lonchocarpus sinaloensis
- Lonchocarpus spectabilis
- Lonchocarpus spiciflorus
- Lonchocarpus stenopteris
- Lonchocarpus stramineus
- Lonchocarpus subglaucescens
- Lonchocarpus subulidentatus
- Lonchocarpus sutherlandii
- Lonchocarpus trifolius
- Lonchocarpus unifoliolatus
- Lonchocarpus velutinus
- Lonchocarpus verrucosus
- Lonchocarpus whitei
- Lonchocarpus violaceus
- Lonchocarpus virgilioides
- Lonchocarpus yoroensis
- Lonchocarpus yucatanensis